# Premio Bram Stoker per i Formati alternativi
Il premio Bram Stoker per i Formati alternativi (Bram Stoker Award for Best Alternative Forms) è un premio letterario assegnato dal 2001 nell'ambito dei Premi Bram Stoker dalla Horror Writers Association (HWA) per i formati alternativi (Alternative Forms) di qualità superiore ("superior achievement", non "best novel"), non più assegnato dal 2004.

## Albo d'oro
L'anno si riferisce al periodo di pubblicazione preso in considerazione, mentre i premi sono assegnati l'anno successivo.
I vincitori sono indicati in grassetto, a seguire gli altri candidati.

## 1993-1999
- 1993: Jonah Hex: Two-Gun Mojo di Joe R. Lansdale
  - The Seventh Guest di Matthew J. Costello
  - Hellblazer di Garth Ennis
  - Jurassic Park (sceneggiatura) di Michael Crichton e David Koepp
  - The Sandman di Neil Gaiman
- 1998: (premio non assegnato)
  - Universal Horror (documentario TV) di Kevin Brownlow
  - The Misfits: American Psycho (video musicale) di John Cafiero
  - John Carpenter's Vampires (colonna sonora) di John Carpenter
  - Gothic at Midnight: A Tribute to the Masters of the Macabre (raccolta audio) di Joshua Kane
- 1999: I Have No Mouth and I Must Scream (Traccia audio) di Harlan Ellison
  - Masters of Terror[1] (Sito web) di Andy Fairclough
  - Gothic.Net[2] (Sito web) di Seth Lindberg
  - Conspiracies (Audio CD di F. Paul Wilson story) di WyrdSisterS ProductionS

### Anni 2000-2004
- 2000: Chiaroscuro (sito web) di Steve Eller, Sandra Kasturi, Patricia Lee Macomber e Brett Alexander Savory
  - Twilight Tales Reading Series prodotto da Tina L. Jens e Andrea Dubnick
  - Back to the Black Lagoon (sopra il DVD The Creature from the Black Lagoon) di David J. Skal
  - Gothic.Net (sito web), di Darren McKeeman e Mehitobel Wilson
- 2001: Dark Dreamers: Facing the Masters of Fear di Beth Gwinn e Stanley Wiater
  - Unseen Masters (Modulo di gioco) di Bruce Ballon
  - Rue Morgue Magazine[3] (Rivista Internet) di Rod Gudino
  - Horrorfind (Rivista Internet) di Brian Keene e Mike Roden
  - Gothic.net (Rivista Internet) di Darren McKeeman
- 2002: Imagination Box (CD multimediale) di  Steve Tem e Melanie Tem
  - Buckeye Jim in Egypt (script audio basato sulla storia di Mort Castle) di Mort Castle
  - Flesh and Blood[4] (Rivista) di Jack Fisher
  - The Tree Is My Hat (script audio basato sulla storia di Gene Wolfe) di Lawrence Santoro
- 2003: The Goreletter (Email newsletter) di Michael Arnzen
  - From the Files of Matthew Gentech (Gioco di ruolo) di Bruce Ballon
  - Ghosts of Albion (Script audio) di Christopher Golden e Amber Benson
  - Horror World (Rivista Internet) di Nanci Kalanta e Ron Dickie
- 2004: The Devil's Wine  di Thomas Piccirilli
  - The Goreletter di Michael Arnzen
  - Flesh & Blood Magazine (Rivista Internet) di Jack Fisher
  - ChiZine di Brett Savory